# Triaenodes dibolia
Triaenodes dibolia là một loài Trichoptera trong họ Leptoceridae. Chúng phân bố ở miền Australasia.